# Лондонская конференция (1832)
Лондонская конференция 1832 года — международная конференция, призванная создать стабильное правительство Греции. Переговоры между тремя Великими державами (Великобританией, Францией и Россией) завершились созданием Королевства Греция во главе с баварским Оттоном Виттельсбахом. Решения были подтверждены Константинопольским договором того же года. Договору предшествовала Аккерманская конвенция, которая до того признала другое территориальное изменение на Балканах — сюзеренитет Княжества Сербия.

## Предыстория
Греческая республика победила в войне за независимость от Османской империи (1821—1829) с помощью Великобритании, Франции и России. Лондонским протоколом от 3 февраля 1830 три Великие державы определили границы нового государства. Тем не менее, когда правитель Греции Иоанн Каподистриа был убит в 1831 в Нафплионе, греческий полуостров погрузился в замешательство. Великие державы жаждали формального конца войны и признали греческое правительство.

## Лондонская конференция
В мае 1832 британский министр иностранных дел лорд Пальмерстон собрался вместе с французскими и российскими дипломатами и, не посоветовавшись с греками, решил, что Греция должна быть монархией. Собрание предложило трон баварскому принцу Оттону. Также была установлена линия наследования, по которой корона перейдет к отпрыскам Оттона или к его младшему брату в случае отсутствия последних. Было также решено, что ни в коем случае короны Баварии и Греции не должны быть объединены. Как гаранты монархии, Великие державы уполномочили своих послов в Константинополе, османской столице, обеспечить конец Греческой войны за независимость.